# Андрейчева, Людмила Ивановна
Людмила Ивановна Андрейчева — советский хозяйственный и государственный деятель, Герой Социалистического Труда.

## Биография
Родилась в 1934 году. Член КПСС.
В 1953—1989 — слесарь-сборщик, бригадир слесарей Торезского электротехнического завода Министерства электротехнической промышленности СССР.
Указом Президиума Верховного Совета СССР от 20 апреля 1971 года присвоено звание Героя Социалистического Труда с вручением ордена Ленина и золотой медали «Серп и Молот».
Делегат XXV съезда КПСС.
С 1989 — персональный пенсионер союзного значения.
Жила в Торезе.

## Награды и звания
- Герой Социалистического Труда (20.04.1971)
- Орден Ленина (20.04.1971)
- Орден Трудового Красного Знамени (1977)
- Орден Знак Почёта (1966)